# Copa Chevrolet 1939
En 1939 la Federación Costarricense de Fútbol organizó la decimocuarta edición de los torneos de Copa, con el nombre de Copa Chevrolet (el trofeo es dado por la casa Salomons & Cía. agente de Chevrolet). El Club Sport Herediano fue el ganador del certamen, quién era dirigido por Ismael Quesada.
En esta edición se contó con la participación por primera vez de un club de tercera división (el equipo campeón de esa división) el conjunto de Los Ángeles, que contaba con la dirección técnica de Luis Cartín. En este torneo el mejor perdedor de las primeras tres llaves de los cuartos de final accedió a la cuarta llave contra el club Los Ángeles, ganador de las terceras divisiones de liga. Este equipo eliminó primero al Alajuelense y luego al campeón vigente de Liga el Orión F.C., ambos encuentros los ganó por el mismo marcador 3-2.
La final fue jugada en la cancha del Club Oratorio Festivo (sede Don Bosco) debido a trabajos de nivelación del campo del Estadio Nacional, fue pactada a un máximo de tres juegos, se enfrentaron el Herediano y Los Ángeles. El equipo herediano venció en dos juegos con marcadores de 4-0 y 3-2.

## Cuartos de final
| 22 de enero de 1939 | Sociedad Gimnástica Española | 2:4 | La Libertad                                | Estadio Nacional, San José  |                             |
|                     | Antonio Campos Céspedes      |     | Eduardo Rojas 3 Mariano Castillo (autogol) | Árbitro(s): Bernardo Castro | Árbitro(s): Bernardo Castro |

| 29 de enero de 1939 | Herediano                                               | 4:0 | Cartaginés | Estadio Nacional, San José  |                             |
|                     | Eduardo Garita Víctor Víquez Aníbal Varela Mario Varela |     |            | Árbitro(s): Bernardo Castro | Árbitro(s): Bernardo Castro |

| 5 de febrero de 1939 | Orión FC                     | 2:1 | Alajuelense1     | Estadio Nacional, San José |                         |
|                      | Antonio Monge Álvaro Jiménez |     | Alejandro Morera | Árbitro(s): Julio Güell    | Árbitro(s): Julio Güell |

| 30 de abril de 1939 | Alajuelense   | 2:3 | Los Ángeles                                | Cancha del Club Oratorio Festivo, San José |                             |
|                     | Salvador Soto |     | Francisco Zeledón Hugo Pórter Atilio Tossi | Árbitro(s): Bernardo Castro                | Árbitro(s): Bernardo Castro |

1. Alajuelense al ser mejor perdedor de las primeras tres llaves de los cuartos de final accede a la cuarta llave contra el club Ángeles, ganador de la tercera división de liga.

## Semifinales
| 7 de mayo de 1939 | Los Ángeles  | 3:2 | Orión FC      | Cancha del Club Oratorio Festivo, San José |                               |
|                   | Alfredo Ruiz |     | Víctor Campos | Árbitro(s): Jacobo Foinquinos              | Árbitro(s): Jacobo Foinquinos |

| 14 de mayo de 1939 | La Libertad   | 1:4 | Herediano     | Cancha del Club Oratorio Festivo, San José |                             |
|                    | Eduardo Rojas |     | Elías Quesada | Árbitro(s): Bernardo Castro                | Árbitro(s): Bernardo Castro |

## Final
| 21 de mayo de 1939 | Herediano   | 4:0 | Los Ángeles | Cancha del Club Oratorio Festivo, San José |                              |
|                    | Luis Zamora |     |             | Árbitro(s): Carlos Hernández               | Árbitro(s): Carlos Hernández |

| 28 de mayo de 1939 | Los Ángeles                 | 2:3 | Herediano                    | Cancha del Club Oratorio Festivo, San José |                                           |
|                    | Guillermo Flores Guido Soto |     | Víctor Víquez Mario Riggioni | Árbitro(s): Julio Güell y Bernardo Castro  | Árbitro(s): Julio Güell y Bernardo Castro |

|           |
| Herediano |
|           |
| 3° título |

| Predecesor: Torneo de Copa 1938 | Torneo de Copa de Costa Rica 1939 | Sucesor: Torneo de Copa 1941 |